# Les Ballets C de la B
Les Ballets C de la B ist eine belgische Tanztheater- und Ballettkompanie des zeitgenössischen Tanzes. Sie wurde 1984 von Alain Platel gegründet. Der Name steht für Ballets contemporains de la Belgique.

## Geschichte
Alain Platel, damals 28 Jahre alt, arbeitete 1984 als Kinder-Therapeut. Nachdem er einem Freund gegenüber sein Missfallen über ein Ballett von Maurice Béjart geäußert hatte, forderte ihn dieser auf, es besser zu machen. Alain Platel hatte keine Bühnenerfahrung, abgesehen von Schauspiel- und Tanz-Aufführungen, an denen er als Kind teilgenommen hatte. Dennoch nahm er die Herausforderung an und tat sich mit seiner Schwester und einem anderen Freund zusammen. Sie produzierten eine kleine Vorstellung in seinem Loft in Gent und gaben sich den ironisch-hochtrabenden Namen Les Ballets contemporains de la Belgique. Einer der Zuschauer gehörte zu einem Theaterfestival. Er lud die Gruppe ein, dort aufzutreten, und sie gewannen einen Preis. Vom Erfolg beflügelt, schufen sie weiterhin kleine Ad-Hoc-Werke – mit mäßigem Erfolg. 1993 besuchten 30 Theater-Schaffende, die an einem Festival in Amsterdam teilnahmen, zufällig eine Aufführung des Stücks Bonjour Madame. Sie waren begeistert. Daraus folgte ein Durchbruch zu größeren Inszenierungen, großen Tournee-Buchungen und staatlichen Fördermitteln.
Seitdem sind Les Ballets C de la B eine feste Größe auf der belgischen und internationalen Szene. In ihnen entwickelten sich einige bedeutende Choreografinnen und Choreografen, unter ihnen Sidi Larbi Cherkaoui und Lisi Estaràs.

## Produktion und Rezeption
Les Ballets C de la B verstehen sich als Kollektiv, in dem die Mitglieder ermuntert werden, ihre eigenen Werke zu formen. Sie folgen einem interdisziplinären Konzept: neben Tanz finden Sprache, Musik, Gesang, Akrobatik und Komik Raum in den Inszenierungen.
Le Figaro charakterisierte die Kompanie folgendermaßen:

« Les ballets C de la B tiennent à associer des artistes, actifs dans différentes disciplines et venus d'horizons différents, à leur processus de création dynamique. Le mélange unique de visions artistiques diverses, rend impossible toute définition exacte des ballets. Pourtant, une espèce de « style maison » se dessine. Il est populaire, anarchique, éclectique et engagé. »

„Die Ballets C de la B streben danach, Künstler aus verschiedenen Disziplinen und mit unterschiedlichen Erfahrungshorizonten in ihren dynamischen Schaffensprozess einzubinden. Die einzigartige Mischung aus verschiedenen künstlerischen Visionen macht es unmöglich, die Kompanie genau zu definieren. Dennoch zeichnet sich eine Art „Hausstil“ ab. Er ist populär, anarchisch, eklektisch und engagiert.“

Die Kritikerin Gwénola David beschrieb den Werdegang der Ballets C de la B als ...

« (...) le sillon d’une œuvre singulière, qui marie la grâce et la verve gouailleuse d’une humanité de bric et de broc, résistant malgré tout, contre tout. Heureusement émancipée de tout réalisme social, la danse chez lui dévergonde les codes d’un certain formalisme contemporain et chahute la normalité bien-pensante qui taille l’individu et les comportements sur gabarit. »

„(...) die Spur eines einzigartigen Werks, das die Anmut und den galligen Elan einer zerzausten Menschheit vereint, die trotz allem und gegen alles Widerstand leistet. Glücklicherweise hat sich der Tanz bei ihm von jeglichem sozialen Realismus emanzipiert, durchbricht die Codes eines gewissen zeitgenössischen Formalismus und erschüttert die wohlmeinende Normalität, die das Individuum und das Verhalten in Schablonen presst.“

Noch drastischer beschrieb sie der Kritiker des Guardian, Sanjoy Roy:

“... a cacophonous, many-headed dance-theatre collective whose performances careen between surrealism, social psychology, slapstick and semiotics. Coherence, needless to say, is not a priority.”

„... ein kakophones vielköpfiges Tanztheaterkollektiv, dessen Aufführungen zwischen Surrealismus, Sozialpsychologie, Slapstick und Semiotik schlingern. Es versteht sich von selbst, dass Kohärenz keine Priorität hat.“

## Produktionen (Auswahl)
| Choreografie                        | Titel                                                                                              | Jahr | Quellen Rezensionen |
| ----------------------------------- | -------------------------------------------------------------------------------------------------- | ---- | ------------------- |
| Alain Platel                        | Bonjour Madame, comment allez-vous aujourd'hui, il fait beau, il va sans doute pleuvoir, et cetera | 1993 | [ 7 ]               |
| Alain Platel                        | La tristeza complice                                                                               | 1995 | [ 8 ] [ 9 ]         |
| Alain Platel                        | Iets op Bach                                                                                       | 1998 | [ 10 ]              |
| Alain Platel                        | Les Ballets de ci de là                                                                            | 2006 | [ 11 ] [ 12 ]       |
| Alain Platel                        | Tauberbach                                                                                         | 2013 | [ 13 ]              |
| Alain Platel und Sylvain Cambreling | Wolf                                                                                               | 2003 | [ 14 ]              |
| Alain Platel und Fabrizio Cassol    | Vsprs                                                                                              | 2006 | [ 15 ]              |
| Alain Platel und Fabrizio Cassol    | Pitié                                                                                              | 2008 | [ 16 ]              |
| Alain Platel und Fabrizio Cassol    | Coup Fatal                                                                                         | 2014 | [ 17 ] [ 18 ]       |
| Alain Platel und Fabrizio Cassol    | Requiem pour L.                                                                                    | 2019 | [ 19 ]              |
| Sidi Larbi Cherkaoui                | Rien de rien                                                                                       | 2001 | [ 20 ]              |
| Sidi Larbi Cherkaoui                | Tempus Fugit                                                                                       | 2004 | [ 21 ]              |
| Ted Stoffer                         | Aphasadisiac                                                                                       | 2008 | [ 22 ]              |
| Christine De Smedt                  | 9x9                                                                                                | 2000 | [ 23 ]              |
| Koen Augustijnen                    | La Bâche                                                                                           | 2004 | [ 24 ]              |
| Koen Augustijnen                    | Import/Export                                                                                      | 2006 | [ 25 ]              |
| Koen Augustijnen                    | Ashes                                                                                              | 2009 | [ 26 ]              |
| Lisi Estaràs                        | Patchagonia                                                                                        | 2007 | [ 27 ]              |
| Lisi Estaràs                        | Primero {erscht}                                                                                   | 2010 | [ 3 ]               |
| Lisi Estaràs                        | Dans Dans (in Zusammenarbeit mit dem Kollektiv Het Kip)                                            | 2012 | [ 3 ]               |
| Kaori Ito                           | Asobi (jeux d'adulte)                                                                              | 2014 | [ 28 ]              |